# Вокзальная (станция метро, Минск)
«Вокза́льная» (бел. Вакзальная) — станция Зеленолужской линии Минского метрополитена, расположенная между станциями «Площадь Франтишка Богушевича» и «Ковальская Слобода». Является пересадочной на станцию «Площадь Ленина» Московской линии. Находится возле Минского железнодорожного вокзала и автовокзала «Центральный», на пересечении Дружной и Вокзальной улиц. Станция открыта для пассажиров с 7 ноября 2020 года. «Вокзальная», как и все остальные станции Зеленолужской линии, оборудована платформенными раздвижными дверьми. То же касается и перспективных станций.

## Строительство
Строительство станции началось в 2014 году, на март 2017 года станция была готова на 70 %.
На май 2019 года станция метро «Вокзальная» была готова на 95 %. На станции велась отделка, штукатурные работы, строители укладывали гранит, трубы под основные сети, а также проводили сантехнические работы.
Открытие станции метро было запланировано на 9 сентября 2020 года, но в итоге перенесено на ноябрь. 6 ноября станция была торжественно открыта. 7 ноября станция метро была открыта для пассажиров.

## Конструкция

### Подземные сооружения
«Вокзальная» — колонная трёхпролётная станция мелкого заложения. Глубина заложения составляет около 12 м. Платформа имеет ширину около 16 м. В начале платформы расположен наклонный лестничный ход к наземному вестибюлю. По краям платформы установлены прозрачные автоматические платформенные ворота, для предотвращения падения пассажиров на пути.
Главная тема станции — путешествия. Интерьер выполнен в чёрно-бело-красной цветовой гамме. Колонны и потолок по краям станции имеют белый цвет, потолок по центру — чёрный, а пол — серый и чёрный. Освещение станции выполнено в виде белых продольных световых линий по бокам от колонн, а также диагональных линий в центральной части, образующих бело-красную стрелу, и концентрических белых кругов в торце зала со стороны, противоположной входу. Все эти линии символизируют дороги, потому что рядом находится вокзал. На платформе «Вокзальной» рядом с потолочными кругами установлена скульптура «Древо дорог» скульптора Александра Шаппо.
- Основная часть станционного зала
- Автоматические платформенные ворота
- Станционный путь
- «Древо дорог»

Переход с «Вокзальной» на пересадочную станцию «Площадь Ленина» расположен недалеко от конца платформы в виде спускающихся под неё четырёх эскалаторов и пешеходных тоннелей под станцией. Тоннели перехода снабжены траволаторами — горизонтальными дорожками, движущимися со скоростью 5−7 км/ч и ускоряющих движение. Пассажиры могут идти по переходу как пешком так и с помощью траволатора. В торце станции установлен лифт.
- Знак пересадки
- Эскалаторы на пересадку

### Наземные сооружения
Станция имеет один наземный вестибюль на пересечении Дружной и Вокзальной улиц. Это первая станция метро в Минске с такой конструкцией вестибюля. Вестибюль выполнен в зелёной цветовой гамме.
- Наземный вестибюль, вид сбоку
- Наземный вестибюль, вид спереди